# New York Draft Riots
New York Draft Riots (11. – 16. juli 1863) (oversat: New York værnepligtsoptøjer) dengang kendt som Draft Week), var nogle optøjer i New York som var kulminationen på utilfredshed med nye love vedtaget af Kongressen, som indførte værnepligt i forbindelse med den igangværende borgerkrig. Optøjerne var de største i USA's historie. Præsident Abraham Lincoln måtte sende adskillige regimenter af milits og frivillige tropper af sted for at få kontrol med byen. Selv om de ikke var i flertal, var der mange af de arresterede, som havde irske navne, ifølge den liste som Adrian Cook udarbejdede til sin bog "Armies of the Streets."
Efter i starten havde handlet om at udtrykke vrede over værnepligtsloven, udartede optøjerne til en "racistisk pogrom, med utallige dræbte sorte i gaderne". Cook fandt ud af, at omkring et dusin sorte døde under optøjerne, og at de fleste døde var hvide. Det er ikke blevet undersøgt i hvilket omfang voldsom fremfærd fra hæren og politiet forværrede optøjerne. Det gælder ikke mindst oberst O'Brien, som blev dræbt af en folkehob, efter at hans mænd ved et uheld havde skudt et barn, som så på. At general Wool blev afløst straks efter optøjerne kan ses som et udtryk for at myndighederne ville hele forbindelserne til lokalsamfundet.  Forholdene i byen havde en sådan karakter, at generalmajor John E. Wool den 16. juli fastslog "Der bør indføres undtagelsestilstand, men jeg har ikke tilstrækkelig styrker til at opretholde den." Militæret nedkæmpede optøjerne med artilleri og påsatte bajonetter, men først efter at talrige bygninger var blevet plyndret og ødelagt, herunder mange hjem og et børnehjem for forældreløse sorte børn.

## Årsager
Da den amerikanske borgerkrig brød ud i april 1861 sluttede new yorkerne op bag Unionen, og der blev blandt andet afholdt et stort møde på Union Square, hvor mellem 100.000 og 250.000 mennesker deltog.
Da Abraham Lincoln bad om 75.000 frivillige, der skulle kæmpe for Unionen var der 8.000 fra New York, der meldte sig i løbet af 10 dage.  Det Første slag ved Bull Run i juli 1861 kostede mange i Unionshæren livet, herunder dem fra New York, hvilket førte til en faldende entusiasme og optimisme omkring krigen.
En stor gruppe demokrater i New York, kendt som Copperheads var modstandere af krigen og gik ind for en forhandlet fred. New Yorks guvernør Horatio Seymour blev valgt i 1862, på et program imod krigen.
Efterhånden som krigen trak ud blev der knaphed på soldater i Unionen (knapheden var større i konføderationen, men det er en anden sag), og kongressen vedtog den første lov om værnepligt i nationens historie den 3. marts 1863. Loven gav præsidenten lov til at indkalde borgere mellem 18 og 35 år til 3 års militærtjeneste. De demokratiske Copperheads var fortvivlede over nyheden. Deres vigtigste indvending var at de var imod værnepligt i enhver udformning, men i deres retorik gik de først og fremmest efter at der var mulighed for at man kunne slippe for militærtjeneste, hvis man betalte $300 eller stillede med en stedfortræder. Dette førte til den nedsættende betegnelse "300 dollar man". Rent faktisk var værnepligtsloven udformet så den ville fremme at man meldte sig frivilligt, og i praksis blev forholdsvis få indkaldt som værnepligtige.
I praksis dannede folk klubber, hvorved man skillingede sammen til de $300 hvis et af klubmedlemmerne blev indkaldt. Uanset formålet med $300 reglen—som en måde at sikre stærkt tiltrængte bidrag til krigsindsatsen eller for at spare de riges sønner for militærtjeneste på linje med værnepligtsunddragere—så blev i middelstanden og de lavere klasser opfattet som at krigen var blevet til "den rige mands krig, og den fattige mands kamp."
Den første udtrækning af navne foregik lørdag den 11. juli uden hændelser. Navne blev skrevet på små papirlapper, som blev lagt i en kasse, og derpå trukket en efter en. Navnene ved udtrækningen var fortrinsvis mekanikere og arbejdere, som var blevet bekendtgjort i aviserne.
 Selv om der ikke udbrød optøjer i New York med det samme, kom det til optøjer i andre byer, herunder Buffalo den 6. juli. Der var overvejelser om tilsvarende reaktioner på udtrækningen i New York, som faldt sammen med en indsats fra Tammany Hall, den store demokratiske partimaskine i New York, for at få irske indvandrere til at blive amerikanske statsborgere, så de kunne stemme ved lokale valg. Mange af disse immigranter opdagede pludselig, at de måtte kæmpe for deres land.
Netop i forhold til New York bør det også bemærkes, at timingen af udtrækningen var uheldig, idet den blev holdt på Boyne Day, den dag hvor de irske protestanter traditionelt markerer kong Vilhelm af Oraniens sejr over de katolske irere. Snesevis døde under de Orange og Grønne optøjer i New York i juli 1871, hvor militsen skød ind i mængden af hujende Orange marcherende.

## Optøjer

### Mandag
Den anden udtrækning foregik om mandagen den 13. juli, 1863, ti dage efter Unionens sejr i Slaget ved Gettysburg. Klokken 10 om formiddagen angreb en rasende mængde på 500 under anførsel af Black Joke Engine Company 33 kontorerne for den assisterende Ninth District Provost Marshals kontor, på 3. Avenue og 47. Gade, hvor udtrækningen foregik.  Folkemængden begyndte at kaste store brosten gennem vinduerne og trængte gennem dørene og satte ild på bygningen.  Mange af ballademagerne var irske arbejdere, som også var modstandere af gradvise forandringer, fordi de ikke ville konkurrere med frigivne slaver om de lavest betalte jobs.

New Yorks milits var ude af byen, fordi den var blevet sendt af sted til Pennsylvania for at støtte tropperne der, hvilket betød, at der kun var politiet til at tage sig af optøjerne. Politiets superintendent, John Kennedy, kom forbi om mandagen for at vurdere situationen. Selv om han ikke bar uniform blev han genkendt af folk i hoben og angrebet. Kennedy blev efterladt bevidstløs med rifter og skrammer i ansigtet, et kvæstet øje og et knivstik i hånden, foruden en masse skrammer overalt på kroppen. Som svar trak politiet stavene og deres revolvere og angreb mængden, men mængden overvældede dem. Politistyrken var kraftigt i undertal og ude af stand til at nedkæmpe optøjerne, men de kunne holde ballademagerne ude af det sydlige Manhattan, nedenfor Union Square. Immigranter og andre i "Bloody Sixth" Ward, omkring havnen, undgik at blive involveret i optøjerne, da de havde oplevet rigelig vold i 1830'erne og 1850'erne. 
Bull's Head hotel på 44. Gade, som nægtede at levere alkohol, blev nedbrændt. Borgmesterens residens på 5. Avenue, politistationerne i 5. og 8. distrikt og andre bygninger blev angrebet og brændt af. Andre mål omfattedekontoret for den førende Republikanske avis New York Tribune. Ballademagerne blev stoppet ved New York Tribunes kontorer af ansatte som bemandede to Gatling guns. Brandværnene rykkede ud, men nogle brandmænd havde sympati for
bøllerne, da de også var blev udtrukket om lørdagen. Senere på eftermiddagen skød og dræbte autoriteterne en mand, da den hob angreb våbenlageret på 2. Avenue og 21. Gade.
Sorte amerikanere blev syndebukke og mål for bøllernes vrede. Mange immigranter og fattige så de sorte som konkurrenter til jobbene, og så de sorte som årsagen til at krigen blev udkæmpet.
Sorte som faldt i hænderne på hoben blev ofte slået, torteret og/eller dræbt, herunder en mand, som blev angrebet af en hob på 400 med køller og brosten og dernæst blev hængt i et træ og sat i brand. Det farvede asyl på 5. avenue, som gav husly for hundreder af børn, blev angrebet af en hob. Politiet kunne beskytte børnehjemmet længe nok til at de forældreløse kunne undslippe.

### Tirsdag
Det regnede kraftigt mandag aften, hvilket hjalp til at slukke brandene og sende ballademagerne hjem, men hoben vendte tilbage den næste dag. Handelen i byen gik i stå, da arbejdere sluttede sig til mængden. Bøllerne gik efter fremtrædende republikaneres hjem, heriblandt aktivisten Abby Hopper Gibbons, blandt andre.
Guvernør Horatio Seymour ankom om tirsdagen og talte ved rådhuset, hvor han forsøgte at tilfredsstille mængden ved at proklamere at værnepligtsloven var i strid med forfatningen. General John E. Wool bragte omkring 800 tropper ind fra forter i New Yorks havn og fra West Point. Han beordrede også militsen til at vende tilbage til New York.

### Ordenen genoprettet
Situationen bedredes om onsdagen da den assisterende provost-marshal-general Robert Nugent fik besked fra sin overordnede, oberst James Barnet Fry, om at suspendere udtrækningen. Da denne nyhed kom ud i aviserne blev nogle af ballademagerne hjemme, men nogle af militserne kom tilbage og brugte hårde metoder mod de tilbageværende ballademagere.
Ordenen begyndte at være genoprettet om torsdagen da flere unionstropper ankom fra Frederick, Maryland til New York, heriblandt 152. New York Volunteers, 26. Michigan Volunteers, 27. Indiana Volunteers og 7. Regiment New York State Militia efter en forceret march. Hertil kom at guvernøren havde sendt 65. og 74. regiment fra New York state militia, som endnu ikke havde været indsat i kamp, og en sektion af 20. Independent Battery, New York Volunteer Artillery fra Fort Schuyler i Throgs Neck. Den 16. juli var der flere tusinde tropper i byen. Et afsluttende sammenstød fandt sted torsdag aften nær Gramercy Park, hvilket resulterede i mange bøllers død.

## Efterspil
Det præcise dødstal under optøjerne kendes ikke, men ifølge historikeren James M. McPherson (2001), blev mindst 120 civile dræbt. Det estimeres, at mindst 2.000 blev såret. De samlede skader på ejendom var omkring $1 mio. Historikeren Samuel Morison skrev at optøjerne "svarede til en konfødereret sejr". Byens kasse godtgjorde senere en fjerdedel af beløbet. 50 bygninger, herunder to protestantiske kirker, blev nedbrændt. Den 19. august blev udtrækningerne genoptaget. De blev afsluttet i løbet af 10 dage uden yderligere hændelser, selv om langt færre mænd blev udtrukket end det havde været frygtet: ud af de 750.000 som var udvalgt til udskrivning i landet, blev kun omkring 45.000 udtrukket til tjeneste.
Mens bøllerne fortrinsvis kom fra arbejderklassen, havde middel- og overklassen i New York blandede følelser overfor udskrivningen og brugen af føderale magtmidler eller undtagelsestilstand for at gennemføre udskrivningen.
Mange velhavende demokratiske forretningsmænd forsøgte at få loven erklæret i strid med forfatningen, men ville også hjælpe med at betale de $300 dollar på vegne af fattige, som blev udtrukket.
New Yorks kraftige støtte til Unionens sag fortsatte, omend modstræbende. Ved krigens slutning var over 200.000 soldater indrulleret i New York. 20.000 døde i løbet af krigen. Byens irske og Excelsior brigader var blandt de fem unionsenheder der havde flest døde i kamp. Med tabene ved Bull Run medregnet var der intet regiment, som havde flere døde i kamp end byens 69. "Fighting Irish" Regiment. Lidet anerkendt af nutidens historikere er deres over 100 modtagere af Medal of Honor er et tegn på deres tapperhed.